# Cere (Sveta Nedelja)
Cere je naselje u Republici Hrvatskoj, u sastavu Općine Sveta Nedelja, Istarska županija. 

## Stanovništvo
Prema popisu stanovništva iz 2001. godine, naselje je imalo 32 stanovnika te 15 obiteljskih kućanstava.
| broj stanovnika | 463   | 508   | 67    | 99    | 90    | 100   | 1390  | 1487  | 50    | 66    | 78    | 39    | 28    | 32    | 32    | 26    | 36    |
|                 | 1857. | 1869. | 1880. | 1890. | 1900. | 1910. | 1921. | 1931. | 1948. | 1953. | 1961. | 1971. | 1981. | 1991. | 2001. | 2011. | 2021. |

## Teleferika
U naselju Cere nalazilo se glavno odlagalište boksita koji se vadio u okolici. Odlagalište je 1925. godine žičarom dugom desetak kilometara povezano s istovarnom lukom u Rapcu. Lokalno stanovništvo tu žičaru nazivalo je "teleferika". Žičara je nakon II. svjetskog rata razmontirana. Na tom mjestu se od 1975. godine odlaže komunalni otpad, a odlagalište prolazi kroz sanaciju i rekonstrukciju od 2008. godine.